# Stschapoviales
Ordre
Les Stschapoviales sont un ordre d’algues de la classe des Phaeophyceae.

## Liste des familles
Selon AlgaeBase (13 août 2017) :
- famille des Halosiphonaceae Jaasund ex H.Kawai & S.Sasaki
- famille des Platysiphonaceae H.Kawai, T.Hanyuda & R.T. Wilce
- famille des Stschapoviaceae H.Kawai